# Nuristan (provins)
35°15′N 70°45′Ø / 35.250°N 70.750°Ø
Nuristan (persisk: نورستان), også stavet Nurestān eller Nooristan (indtil 1896 Kafiristan) er en af Afghanistans 34 provinser. Den blev oprettet i 2001 af de nordlige dele af Laghman- og Konar-provinserne.

## Beliggenhed
Provinsen ligger på de sydlige sider af Hindu Kush-bjergene i den nordøstlige del af landet. Nuristan strækker sig over et område, som giver vand til floderne Alingâr, Pech, Landai Sin og Kunar. Den grænser til Badakhshan i nord, Kapisa i vest, Laghman og Konar i syd og Pakistan i øst.

## Historie
Indtil 1890'erne var regionen kendt som Kafiristan (persisk: Hedningernes land) på grund af dets etniske folk, nuristanerne (der var omkring 60.000) som praktiserede animisme. Regionen blev erobret af emir Abdur Rahman Khan i 1895-96 og nuristanerne blev tvangskonverteret til islam. Regionen fik navnet Nuristan, som betyder de oplystes land, en refleksion af oplysningen af de hedenske nuristanere af lyset fra islam.
Nuristan var skueplads for nogle af de hårdeste guerillakampe under den sovjetiske okkupation af Afghanistan i 1979-89.

## Erhverv
De primære erhverv er landbrug, husdyravl, og dag arbejdskraft.

## Administration
Provinsens administrationscenter er Parun.
Før 2001 lå det administrative center i Laghman-provinsen på grund af mujahidinernes kontrol over Nuristan provinsen.

## Distrikter
Nuristan er inddelt i seks distrikter (woluswali).
- Bargi Mata
- Kamdesh
- Mandol
- Nuristan
- Wama
- Waygal